# محمد طاليس
محمد طاليس (مواليد 19 أبريل 1969) لاعب كرة القدم جزائري دولي سابق.

## المسيرة الكروية

### مع النوادي
قضى معظم مسيرته الكروية مع أولمبي الشلف لكنه قضى أنجح أوقاته مع شباب بلوزداد حيث فاز بالدوري المحلي مرتين.

### دوليًا
على المستوى الدولي، خاض 3 مباريات مع المنتخب الجزائري من 1998 إلى 2001.

## التسيير
يُدير طاليس حاليا اتحاد كرة القدم للشباب في الجزائر العاصمة.

## التتويجات
- ش. بلوزداد
  - البطولة الجزائرية الوطنية : 1999-200، 2000-01
  - كأس الرابطة الوطنية الجزائرية : 2000

## روابط خارجية
- محمد طاليس على موقع قاعدة بيانات كرة القدم.إي يو (الإنجليزية)
- محمد طاليس على موقع ناشيونال فوتبول تيمز (الإنجليزية)